# Aprunculus
Svatý Aprunculus († asi 490, Clermont) byl dvanáctý biskup Clermontu.

## Život
Existuje jen málo informací o jeho životě. Současné informace pocházejí z děl Historia Francorum a Vitae patrum od Řehoře z Tours.
Pravděpodobně pocházel z Dijonu a stal se biskup v Langres. Jelikož mu vyhrožoval burgundský král Gondebaudo smrtí, byl nucen uprchnout. Král byl ariánského vyznání. Roku 479 odešel do Auvergne, kde zemřel biskup Sidonius Apollinaris, se kterým si dopisoval. Aprunculus byl povolán stát se jeho nástupcem na clermontském stolci. Z toho období jsou zachovány dva dopisy, které mu adresoval Ruricius z Limoges.
Zemřel asi roku 490 a pohřben byl v kostele svatého Štěpána (dnes kostek svatého Eutropia).
Jeho svátek se připomíná 4. ledna.